# 프레이저 보고서
프레이저 보고서(Fraser Report)란 1976년 코리아게이트 사건이 터진 후 조직한 국제관계위원회 산하 국제기구소위원회(소위 프레이저 위원회)가 1978년 10월 31일 미국 의회에 제출한 보고서다.
프레이저 보고서 원제는 "Investigation of Korea-American Relations"이다.
반민주적인 10월 유신은 미국 내에 반한 감정으로 이어지고, 미국은 프레이저 소위원회를 중심으로 한국 내에 인권 문제와 언론 탄압 문제 등을 집중적으로 제기하기에 이른다.

## 제작자

### 국제관계위원회
Clement.J.Zablocki(위스콘신 주 의원, 국제관계위원회 위원장)

### 국제관계위원회 산하 국제기구소위원회
도널드 맥케이 프레이저(미네소타 주 의원, 국제관계위원회 산하 국제기구소위원회 위원장)
Michael Harrington(매사추세츠 주 의원)
Edward.J.Derwinski(일리노이 주 의원)

## 원문
International Organizations of the Committee on International Relations, U.S. House of Representatives
- Fraser Report 첨부

## 같이 보기
- 10월 유신
- 주한 미군의 철수